# 観察者 (映画)
『観察者』（かんさつしゃ、原題：The Voyeurs）は、マイケル・モーハンが脚本・監督を務めるアメリカのエロティック・スリラー映画。出演はシドニー・スウィーニー、ジャスティス・スミス、ナターシャ・リュー・ボルディッツォ、ベン・ハーディ。

## キャスト
※括弧内は日本語吹替。
- ピッパ - シドニー・スウィーニー（潘めぐみ）
- トーマス - ジャスティス・スミス（高橋英則）
- ジュリア/マーゴット - ナターシャ・リュー・ボルディッツォ（まつだ志緒理）
- セブ - ベン・ハーディ
- アリ - キャサリン・キング・ソー
- ジョニ - カメオ・アデーレ

## 製作
2019年9月、マイケル・モーハンが自身の書いた脚本をもとに監督することが発表され、グレッグ・ギルレスとアダム・ヘンドリックスが自身の製作会社Divide/Conquerの下でプロデューサーを務め、アマゾン・スタジオが配信することとなった。2019年11月には、シドニー・スウィーニー、ジャスティス・スミス、ナターシャ・リュー・ボルディッツォ、ベン・ハーディが本作のキャストに加わった。
2019年10月、主要撮影が、カナダのケベック州モントリオールで始まった。